# 人間 (トールキン)
人間（Man）は、J・R・R・トールキンの中つ国を舞台とした小説、『ホビットの冒険』、『指輪物語』、『シルマリルの物語』などに登場する種族。
いくつかの変種も存在するが、おおむね現実の人間（ヒト）と同じ生物である。
魔法使いは人間の姿をしているが、人間ではない。
エルフやドワーフも人間と似ているが、別の種族である。
エルフはクウェンヤで「第二の民」を意味するアタニ（Atani）と呼んだ。イルーヴァタールの子らのうち、エルフが先に目覚め、人間はあとから目覚めたからである。
エルフたちは様々な理由から、人間を多くの名前で呼んだ。
- 「後に続く者」を意味する、ヒルドール（Hildor）
- 「後に生まれた者」を意味する、アパノーナール（Apanónar）
- 「病を持つ者」を意味する、エングワール（Engwar）
- 「有限の命の者」を意味する、フィーリマール（Fírimar）

他に、「侵害者」、「よそ者」、「不可解なる者」、「自らを呪う者」、「夜を恐れる者」、「太陽の子」など。
アタニはシンダール語でエダインと訳された。しかしこの呼び名は宝玉戦争でエルフに好意的であった人間にだけ使われた。
トールキンの使い方では、大文字で始まるManは、男性だけでなく、人類全体を示す(クウェンヤではatan)。一方、小文字で始まるmanは、どんな種族であれ、成人男性(クウェンヤではnér)を指す。例えば、レゴラスをmanと呼ぶのは正しいが、Manではない。

## 人間への贈り物・死
人間は、創造神イルーヴァタールによって造られた、第二の民である。
第一の民エルフが第一紀の始めに目覚めたのに対し、人間は太陽の時代まで目覚めなかった。このためエルフたちはかれらを「第二の民」を意味する、クウェンヤで「アタニ」、シンダール語で「エダイン」と呼んだ。
人間はイルーヴァタールから、いわゆる「贈り物」を与えられていた。死（mortality）である。
エルフは不老であり、ある意味で不死である。かれらはこの世にいるあいだ老いることがない。肉体を著しく傷つけられれば肉体の死を迎えるが、その魂はマンドスの館へ迎え入れられ、この世の終わりまで世界の内側に留まる。
一方人間は老いや病によって容易に肉体の死を迎え、その魂の行方はヴァラールでさえも知ることが出来ない。

## エルフとの出会い
人間たちは、第一紀の太陽が初めて昇った年、太陽の時代の1年に、ヒルドーリエンで目覚めた。
西方への旅を続けなかった暗闇のエルフ、アヴァリたちがかれらの教師となった。
エダインたちが西方へ旅立ったのは、アヴァリからヴァラールの存在を聞かされたためだった。
西方への長い旅を続け、かれらがベレリアンドに入ったのは太陽の時代の305年だった。
フィンロド・フェラグンドがかれらを見いだした時、かれらは過去のことをなにも語れなかったが、かれらの言葉はクウェンヤに似ていたため、交流は難しくなかった。

## 人間の分類
人間たちは互いに関連があるが、異なる文化を持ち、異なる集団になった。ファラミアいわく、ドゥーネダインは伝承の中で人間を三分類してきた。「上の人」がヌーメノール人、「中の人」「黄昏の人間」はロヒアリムや北国人、そして「暗黒の人間」すなわち東夷などの蛮族である。しかしファラミアの見るところ、ロヒアリムが進歩する一方でドゥーネダインは衰退し、同様に中の人となっているという。
各民族の詳細については各項目を参照。

### エダイン
第一紀の最も重要な集団は、エダインだった。「エダイン」とは本来、人間全体を表す言葉だったが、ベレリアンドのエルフたちは、かれらと共に戦った人間だけをこう呼んだ。
エダインには三つの家系がある。エダインの第一の家系は、ベオル家である。かれらは太陽の時代の305年にベレリアンドに入った。フィナルフィン王家に忠誠を誓い、フィンロド・フェラグンドによってドルソニオンのラドロス地方を領地として与えられた。
エダインの第二の家系は、ハラディン族である。かれらは女族長ハレスに率いられてブレシルにたどり着き、シンゴルにそこに住むことを許されたので、ハレスの族と呼ばれた。
かれらと他の二氏族との言葉には、隔たりがあった。また変化を好まず、シンダール語を覚えるものも、他の氏族より少なかった。
エダインの第三にして最大の家系は、マラハの族である。かれらはマラハに率いられてベレリアンドに入った。フィンゴルフィン王家に忠誠を誓い、マラハの子孫ハドルがフィンゴンにドル＝ローミンを領地として与えられ、以後ハドル家と呼ばれた。

### ドゥーネダイン
怒りの戦いでモルゴスが囚われ、第一紀が終わると、イルーヴァタールは長いあいだエルフと共に戦ってきたエダインのために、不死の国アマンと中つ国のあいだにヌーメノールという島を造り与えた。
エルフたちはかれらを「西方のエダイン」を意味するドゥーネダインと呼んだ。かれらは丈高く、長寿を誇るようになった。

#### ヌーメノール人
半エルフのエルロスは、ヌーメノールの初代の王タル＝ミンヤトゥアとして即位した。
かれらは人間のうちで最も高貴で上位にあるものとして、長いあいだ繁栄の時を楽しみ、第二の冥王サウロンを捕らえるほどに強大な勢力を持つようになった。なかには中つ国に植民地を作り、過酷な支配をするものもいた。
いつしかかれらはエルフの不死を羨むようになり、ヴァラールの住む不死の国アマンへと攻め込んだ。
第二紀の3319年、ヌーメーノールの島も国民も、海に飲まれて消滅した。
エレンディル率いる「節士派」と呼ばれる人々は、アマンへの遠征に加わらずにヌーメノールを脱出し、中つ国にアルノールとゴンドールという王国を作った。

#### アルノール
アルノールはエレンディルの息子イシルドゥアの血統を継ぐ北方王国である。第三紀861年に王国は三カ国に分裂し、1974年に三国全てが滅亡した。北方王国の王統は荒野をさまようドゥーネダインの族長によってひそかに受け継がれた。

#### ゴンドール
ゴンドールはエレンディルの息子アナーリオンの血統を継ぐ南方王国である。第三紀2050年にエアルヌア王の死をもって、王統は絶えた。北方人との混血により徐々にエダインの血を薄めていったが、執政家の統治によって、長いあいだ冥王の勢力と戦い続けた。

#### 黒きヌーメノール人
黒きヌーメノール人は、ヌーメノールの崩壊時、中つ国の植民地にいたために生き延びた、堕落した王統派のドゥーネダインである。ウンバールを拠点にゴンドールと対立し、第三紀の933年に滅びた。

#### ウンバールの海賊
ウンバールの海賊は、ゴンドールの王権争いに敗れた、王位簒奪者カスタミアの子供たちの一派が、第三紀1448年に、ウンバールに打ち立てた勢力である。攻撃を繰り返し、ゴンドールを苦しめたが、1810年にウンバールダキルによってカスタミアの子孫たちは滅びた。
ゴンドールの国力が弱まると、ウンバールにはハラドリムが多く住み着き、ドゥーネダインの血は薄まっていった。かれらもまた海賊としてゴンドールを苦しめたが、指輪戦争でアラゴルン率いる死者の軍団に滅ぼされた。

### 褐色人
褐色人（Dunlendings）はハレスの族と関連のある一族である。北はアルノール、南はゴンドールに挟まれた、エネドワイスとミンヒリアスの地の、エリアドールを覆う大森林に住んでいた。
第二紀の盛時のヌーメノール人が、造船のためこの森の木を切り倒すと、かれらはヌーメノール人に敵意を抱いた。ヌーメノールのドゥーネダインと褐色人とは遠い血縁があったが、言葉があまりに違ってしまったため、お互いを縁者とは考えなかった。
第三紀の2510年にカレナルゾンの地がローハンの国人に与えられると、かれらはアイゼン川を挟んで激しく対立した。指輪戦争では、サルマンに協力してローハンを攻めた。
イシルドゥアの呪いをうけ、死者の道に留まっていた死者たちも、褐色人と関連があった。
ブリー村の人々も、褐色人と関連がある。

### ハラドリム
ハラドリムはウンバールの東、モルドールの南に住んでいた浅黒い肌を持つ人々で、巨大な獣「じゅう」を駆使して戦った。
ゴンドールに敵対的だったため、第三紀の1050年、ヒャルメンダキル1世によって撃退された。
指輪戦争時にはウンバールの勢力とともに南からの重大な脅威となっていた。
しかしトールキンは、かれらは（東夷と同様に）サウロンにひどく騙された、もっともやる気のない駒であったと強く示唆している。

### 東夷
東夷はダゴール・ブラゴルラハの後、太陽の時代の457年ごろに、エダインに150年ほど遅れてベレリアンドに入り、フェアノール王家に仕えた。
しかしかれらのうちウルファングの率いる一族は、モルゴスにたぶらかされた裏切り者であったため、ニアナイス・アルノイディアドでマイズロスの連合は手痛い敗北をこうむった。
生き残ったモルゴス配下の東夷たちは、ヒスルムの地を与えられ、怒りの戦いでモルゴスが敗北するまでの間、その地を治めた。
第二紀になるとかれらはロヴァニオンの東、モルドールの北にあるリューンの湖よりも東の地に住み、サウロンの影響を受けるようになった。
最後の同盟の戦いでエルフと人間の同盟軍に打ち破られるが、第三紀の492年には、再びゴンドールに襲い掛かった。
その後も東夷の支族である「馬車族」が1851年から、また別の支族である「バルホス」が2510年からと、繰り返しゴンドールに挑戦し、その国力を奪っていった。
指輪戦争時はペレンノール野の合戦、モランノンの合戦で、モルドールの援軍として戦った。

### 北国人
北国人（ノースメン）はエダインのうち、ヌーメノールへと渡ることを拒んだハドル家の人間と、ヒルドーリエンからの西方への旅を霧ふり山脈や青の山脈を越えることなく終えた人間たちの子孫である。
かれらはロヴァニオンに住み、長いあいだエルダールと交流することがなかったため、ドゥーネダインに与えられた長い寿命や、上古の知識などは持たなかったが、モルゴスやサウロンに誘惑されたこともなく、勇敢で心正しい人たちだった。谷間の国やエスガロスの人々、ビヨルンの一族やロヒアリムが北国人の子孫である。
衰微する前のゴンドールがもたらした平和のもとで、北国人はその数を増した。ゴンドール側は東夷への備えとして、かれらをアンドゥイン以北、緑森大森林（闇の森）以南の広大な土地に住まわせた。しかし北国人の中に東夷にくみする者も出てきたため、第三紀1248年、ゴンドール王ローメンダキル2世は大規模な遠征を行って東部を鎮圧した。その一方で、王は協力的な北国人のことは多く引き立てた。
ヴィドゥガヴィア（Vidugavia）
自称ロヴァニオンの王だが、実際の支配地域は緑森と早瀬川ケルドゥインの間だった。それでも北国人諸侯の中では最も勢力があり、ローメンダキル2世の覚えもめでたかった。1250年にはヴァラカール王子を大使として迎え入れている。
ヴィドゥマヴィ（Vidumavi）
ヴィドゥガヴィアの娘。美しく高貴ではあったが、ドゥーネダインから見れば短命だった。かの女がヴァラカールの妃になったことに対し、異民族を軽視するゴンドール貴族は反発し、後に内乱が起こることになる。
マルハリ（Marhari）
ヴィドゥガヴィアの直系の子孫。馬車族の襲来に、ナルマキル2世とともに立ち向かった北国人の指導者。広野の合戦での後衛戦にて死亡した。
マルフウィニ（Marhwini）
マルハリの息子。馬車族への反乱を指揮し、カリメフタール王との連携でロヴァニオンを解放した。
フォルスウィニ（Forthwini）
マルフウィニの息子。オンドヘア王とともに馬車族に対抗したが、負け戦となった。

### エオセオド
エオセオド（Éothéod）は北国人の子孫たちであり、ローハン建国以前のロヒアリムをさす名称である。もともとは闇の森の西、あやめ川とカーロックの間の大河アンドゥインの谷間に暮らしていた。ドル・グルドゥアの脅威が増す中で、アングマールの魔王の敗北を聞き及んだかれらは、一族を挙げて北方に移住することにした。
アングマールの残党を駆逐したエオセオドは、その地に自分たちの国を築いた。領土は闇の森の北、霧ふり山脈から森の川の間であった。また、アンドゥインの2本の源流である長き源とグレイリンの合流するところに国内唯一の城市があった。
フルムガール（Frumgar）
北への移住を指揮した族長。
フラム（Fram）
フルムガールの息子。灰色山脈エレド・ミスリンに巣食う大竜スカサを退治して莫大な財宝を得た。しかし財宝の所有権を主張するドワーフたちに対して、スカサの歯の首飾りを送りつけて「こんな宝はなかなか無いだろう」と言い放ったため、殺害されてしまった。
レオド（Léod）
ローハン初代国王エオルの父。野生の馬の調教を手がけたが、生け捕ったとある白い子馬が成長したところで乗りこなそうとして落馬。42歳で死亡した。

### ロッソス族
中つ国の北部、フォロヘル岬に住む民族。かつて北方の荒地に住んでいたフォロドワイス族の末裔といわれ、他者からは雪人とも呼ばれる。寒冷な土地での生活に適応しており、そりや獣骨のスケートを利用して狩りを行った。
第三紀1974年にアルノールの最後の王アルヴェドゥイが逃亡してきたとき、助けとなったのがかれらである。と言っても最初は乗り気ではなかったらしい。ロッソス族はアングマールの魔王を非常に恐れていたし、アルヴェドゥイの差し出した宝石はかれらにとってあまり価値のないものだったからである。哀れみ半分、王たちの武具への恐怖半分で始まった共同生活だったが、冬を越すころには両者はすっかり打ち解けていた。そのため、助けの船が来たときには不吉の運命を感じ取って王を引きとめようとしている。結局アルヴェドゥイは忠言に従わずに出航して遭難死してしまうのだが、王家の宝「バラヒアの指輪」はロッソス族が預かっていて助かった。

### ドルーエダインまたはウォーゼ
ドルーエダインは身長120cmほどと背が低く、大きな尻と太く短い足をもつ、排他的な種族である。
奇妙なことにかれらは、かれらと同様に排他的な性格を持つ、ハレスの族とともにブレシルの森に住んでいた。頑強な種族であり、森の中に簡単な住まいしか作らなかった。鋭い嗅覚を持つ優れた追跡者であり、またハレスの族はかれらがなんらかの魔法の力を持つと信じていた。
宝玉戦争の間にほんの数家族にまで人口を減らしたが、怒りの戦いの後に、かれらもヌーメノールへと渡ることを許され、かの地で栄えた。かれらには予言の力があり、ヌーメノールが沈む前に、全員が中つ国へとわたって行った。
第三紀にはかれらはローハンにあるドルーアダンの森に住む「ウォーゼ（野人）」として知られていた。指輪戦争ではローハン軍に協力し、その功績のため、エレッサール王はドルーアダンの森へのよそ者が入ることを永久に禁じた。

### ホビット
ホビットはまったく独立した種族というよりも、人間の一支族と考えられる。
かれらの生活習慣や文化は大きい人（かれらは人間をこう呼ぶ）のものと似ているためである。
かれらの起源ははっきりしないが、第三紀にロヴァニオンからホビット庄へと移ってきたとされている。

## 特筆すべき人間

### 第一紀
- バラヒアの息子ベレン
- フーリンの息子トゥーリン
- フオルの息子トゥオル

### 第二紀
- エレンディルの息子イシルドゥアとアナーリオン
- 黄金王アル＝ファラゾーン

### 第三紀
- アラソルンの息子アラゴルン
- デネソールの息子ボロミアとファラミア
- セオデンの甥エオメルと姪エオウィン
- ウォーゼの大酋長ガン＝ブリ＝ガン